# АФК Хъл Сити
АФК Хъл Сити (на английски: Hull City A.F.C.) е името на английски футболен клуб от град Кингстън ъпон Хъл. Състезава се в Чемпиъншип, след като през сезом 2009 – 2010 изпада от Премиършип. Създаден през 1904 г., най-големият успех на Хъл идва през 1910 година когато е на крачка от промоция в Първа дивизия (сега Висша Лига), завършвайки трети във Втора Дивизия (сега Чемпиъншип) с равен брой точки с втория Олдъм Атлетик, но с по-лоша голова разлика. Голям успех за клуба е и 1930 година когато отбора достига до полуфинал за ФА Къп. През сезон 2007 – 08 отборът постига най-големия успех в историята си класирайки се за Висшата лига след плейофи. На финала „тигрите“ побеждават Бристол Сити с 1:0.
Дотогава Хъл никога не е играл във Висшата Лига, като по този начин град Хъл е бил най-големият град в Европа, който не е имал отбор в топ дивизията на страната си.

## Във Висшата лига
Първият мач на Хъл Сити в Премиършип е на 16 август 2008 г. срещу лондонския ФК Фулъм. Той завършва с победа 2 – 1 за Хъл. В историята на клуба като първи голмайстор във висшата лига за Хъл с гол отбелязан в 23-та минута ще остане бразилеца Джовани.

## Успехи
- Трета Дивизия – шампион 1965/66
- Трета Дивизия (Север) – шампион 1932/33. 1948/49

## Легенди
- Рейч Картър
- Стийв Макларън
- Брайън Мъруд
- Тери Нийл
- Гари Паркър
- Били Уайтхърст
- Дийн Уиндас

## Мениджъри
- Джеймс Рамстър (1904 – 1905)
- Амброуз Ленджли (1905 – 1913)
- Хари Чапман (1913 – 1914)
- Фред Стрингър (1914 – 1916)
- Дейвид Мензийс (1916 – 1921)
- Перси Люис (1921 – 1923)
- Бил Маккракън (1923 – 1931)
- Хайдън Грийн (1931 – 1934)
- Джон Хил (1934 – 1936)
- Дейвид Мензийс (1936)
- Ърнест Блекбърн (1936 – 1946)
- Франк Бъкли (1946 – 1948)
- Рейч Картър (1948 – 1951)
- Боб Джаксън (1952 – 1955)
- Боб Брокълбенк (1955 – 1961)
- Клайф Брайтън (1961 – 1969)
- Тери Нийл (1970 – 1974)
- Джон Кайл (1974 – 1977)
- Боби Колинс (1977 – 1978)
- Кен Хоутън (1978 – 1979)
- Майк Смит (1979 – 1982)
- Боби Браун (1982)
- Колин Апълтън (1982 – 1984)
- Брайън Хортън (1984 – 1988)
- Еди Грей (1988 – 1989)
- Колин Апълтън (1989)
- Стан Търнант (1989 – 1991)
- Тери Долан (1991 – 1997)
- Марк Хейталей (1997 – 1998)
- Уорън Джойс (1998 – 2000)
- Били Ръсъл (2000)
- Брайън Литъл (2000 – 2002)
- Били Ръсъл (2002)
- Ян Мьолби (2002)
- Били Ръсъл (2002)
- Питър Тейлър (2002 – 2006)
- Фил Паркинсън (2006)
- Фил Браун (2006 – 2010)
- Йън Доуи (2010)
- Найджъл Пиърсън (2010 – 2012)
- Стив Брус (2012 –)